# 奶桑
奶桑（学名：Morus macroura）是桑科桑属的植物。分布于泰国、缅甸、马来西亚、锡金、不丹、印度尼西亚、尼泊尔、印度、越南以及中国大陆的西藏、云南等地，生长于海拔300米至2,200米的地区，常生长在山谷以及沟边热带林中向阳地区，目前尚未由人工引种栽培。